# Dystrykt Antsalova
Antsalova – dystrykt Madagaskaru z siedzibą w Antsalova, wchodzący w skład regionu Melaky.

## Demografia
W 1993 roku dystrykt zamieszkiwało 23 606 osób.	W 2011 liczbę jego mieszkańców oszacowano na 55 280.

## Podział administracyjny
W skład dystryktu wchodzi 5 gmin (kaominina):
- Antsalova
- Bekopaka
- Masoarivo
- Soahany
- Trangahy